# Riot Grrrl
Riot Grrrl – „podziemny” ruch punkowo-feministyczny oraz podgatunek muzyki punk rockowej z cechami hardcore punka i grunge'u. Został zapoczątkowany w latach 90. XX w. i powiązany jest ściśle z feminizmem trzeciej fali. Riot grrrl to także subkultura zajmująca się etyką DIY, zinami, sztuką, działaniami politycznymi i aktywizmem. Zespoły Riot grrrl często zajmowały się takimi kwestiami jak gwałt, przemoc domowa, seksualność, rasizm, patriarchat, klasizm, anarchizm i równouprawnienie kobiet.

## Nazwa
Słowo „girl” (z ang. „dziewczyna”) miało odnosić się do dzieciństwa, gdy dziewczyny najbardziej wierzą w siebie i mają najtrwalszą samoocenę – do tego miał zmotywować ruch. Zmiana pisowni słowa na „grrrl” miała reprezentować złość wyrażaną poprzez rewolucję; w dodatku słowo to w takiej formie brzmiało jak growl, czyli nietypowa technika śpiewania używana w hardcore punku i alternatywnych formach heavy metalu. Użycie słowa „riot” (z ang. „bunt”, „zamieszki”, „powstanie”) również miało odnosić się do złości i do rewolucji, której idee powstawały w zinach feministycznych prowokatorek ruchu.

## Początki i ideologia
Ruch Riot Grrrl rozpoczął się w 1991, gdy grupa kobiet pochodząca głównie z Waszyngtonu i Olympii spotkała się, by naradzić się, jak zniszczyć seksizm w scenie punkowej. Zainspirowane przez masowe zamieszki w stolicy Stanów Zjednoczonych, kobiety zdecydowały, że chcą zapoczątkować „kobiecy bunt” przeciwko społeczeństwu, które nie oferowało im akceptacji doświadczeń życiowych kobiet.
Fanziny wydawane przez identyfikujące się z artystami punkowymi, zwłaszcza z ikonami feministycznymi, takimi jak Joan Jett czy Debbie Harry, wkrótce stały się niezwykle popularne wśród nastolatek i młodych kobiet. Szczególnie fanzin Bikini Kill (będący podstawą zespołu o tej samej nazwie), tworzony przez Kathleen Hannę i Tobi Vail, główne prowokatorki ruchu, stał się znany po opublikowaniu w nim Riot Grrrl Manifesto, deklamacji o tym, jakie zasady kierują dziewczynami działającymi w nowo powstałym ruchu.

## Środki przekazu
Ruch wyrażał się głównie poprzez scenę punkową. W tym okresie powstało wiele znanych zespołów, które zdobyły rozgłos, mimo swojego niekomercyjnego charakteru. Powstało także wiele niezależnych wytwórni muzycznych, jak np. Kill Rock Stars (z ang. „zabij gwiazdy rocka”), która poprzez swoją nazwę miała wyrażać sprzeciw wobec szybkiej komercyjnej kariery muzycznej.

## Inspiracje
Jako główną inspirację ruch ten podaje Joan Jett. Wpływ na postawę uczestniczek i muzyczek Riot Grrrl miały także takie artystki jak Patti Smith, The Runaways, The Slits i Kleenex. W Polsce ruch Riot Grrrl i z nim związana muzyka była popularyzowana w latach 90. przez anarchofeministyczną grupę „Emancypunx”. Przetłumaczyła ona "Manifest Riot Grrrl" na język polski, prowadziła wytwórnię płytową oraz rozprowadzała fanziny i nośniki muzyczne zespołów z nurtu feministycznego punk rocka i Riot Grrrl.

## Przedstawiciele
Jednymi z pierwszych zespołów wyrażających ową postawę były: Bikini Kill, Bratmobile i Heavens to Betsy. Ideologię wyrażały także zespoły z gatunku queercore, których przykładem jest Team Dresch. W ruchu brytyjskim najważniejszy był zespół Huggy Bear, składający się zarówno z kobiet, jak i z mężczyzn. Scenę grunge reprezentowały seattlowski 7 Year Bitch i pochodzące z Los Angeles Hole oraz L7. Ruch Riot Grrrl popierał także Kurt Cobain.